# Ozolles
 Ozolles  es una población y comuna francesa, en la región de Borgoña, departamento de Saona y Loira, en el distrito de Charolles y cantón de Charolles.

## Demografía
| 660 | 583 | 540 | 527 | 502 | 483 |
| Para los censos de 1962 a 1999 la población legal corresponde a la población sin duplicidades (Fuente: INSEE [Consultar]) |     |     |     |     |     |